# Bekim Babić
Bekim Babić (ur. 1 stycznia 1975 w Sarajewie) – bośniacki biegacz narciarski, dwukrotny olimpijczyk.

## Kariera
Bekim Babić uczestniczył na Zimowych Igrzyskach Olimpijskich 1992 w Albertville. Podczas tych igrzysk reprezentował Jugosławię. Wówczas był jednym z najmłodszych męskich uczestników w tej dyscyplinie na tych igrzyskach olimpijskich. Podczas tych igrzysk wziął udział w trzech konkurencjach biegów narciarskich: biegu na 10 km, gdzie zajął 101. miejsce, biegu na 30 km, gdzie zajął 82. miejsce oraz biegu łączonego, gdzie zajął 89. miejsce.
Po raz kolejny Bekim Babić na zimowych igrzyskach olimpijskich uczestniczył w 1994 roku w Lillehammer. Ten występ był jedyny na igrzyskach olimpijskich, gdzie Bekim Babić reprezentował Bośnię i Hercegowinę. Podczas tych igrzysk wziął udział w dwóch konkurencjach biegów narciarskich: biegu na 10 km, gdzie zajął 84. miejsce oraz biegu łączonego, gdzie zajął 74. miejsce. Podczas tych igrzysk pełnił również funkcję chorążego reprezentacji Bośni i Hercegowiny.